# Новоульяновский (Ставропольский край)
Новоулья́новский — посёлок в составе Георгиевского района (городского округа) Ставропольского края Российской Федерации. До 2017 года являлся административным центром сельского поселения Ульяновский сельсовет.

## Варианты названия
- Центральная усадьба свх. «Ульяновский»[2].

## География
Посёлок Новоульяновский расположен в степной части Георгиевского района.
Расстояние до краевого центра: 129 км.
Расстояние до районного центра: 35 км.

## История
В 1972 году Указом Президиума ВС РСФСР посёлок центральной усадьбы совхоза «Ульяновский» переименован в Новоульяновский.

## Население
| 1989 | 2002  | 2010  | 2014  | 2021  | 2023  |
| ---- | ----- | ----- | ----- | ----- | ----- |
| 1848 | ↗2165 | ↘1997 | ↗2000 | ↘1889 | ↗1900 |

По данным переписи 2002 года, 69 % населения — русские.

## Инфраструктура
- Новоульяновский сельский Дом культуры
- Сельская библиотека № 21. Открыта 16 апреля 1939 года[12]
- Предприятие «Ульяновец». Открыто 1 января 2002 года[13]
- Дагестанская национально-культурная автономия «ВАТАН»[14]

## Образование
- Детский сад № 9 «Алёнка»
- Средняя общеобразовательная школа № 25

## Религия
- Действующая церковь Пророка Божия Илии

## Памятники
- Братская могила советских воинов, погибших в годы Великой Отечественной войны. 1942—1943, 1947 года[15]
- Братская могила воинов советской армии, погибших в период Великой Отечественной войны. 1956 год[16]
- Могила чабанов-ветеранов совхоза «Ульяновский»[17]